# Ukradená vzducholoď
Ukradená vzducholoď je český vědeckofantastický film, který roku 1966 natočil režisér Karel Zeman na motivy románu francouzského spisovatele Julese Verna Dva roky prázdnin. Jde o robinzonádu.

## Informace o filmu
- Námět: román Julese Verna Dva roky prázdnin
- Napsal: Karel Zeman
- Scénář: Karel Zeman a Radovan Krátký
- Kamera: Josef Novotný a Bohuslav Pikhart
- Výtvarník: Karel Zeman
- Architekti: Jaroslav Krška, Zdeněk Ostrčil
- Triky: Arnošt Kupčik, František Krčmar, Josef Zeman
- Návrhy kostýmů: Jan Kropáček
- Masky: Vladimír Černý
- Výprava: František Straka
- Hudba: Jan Novák
- Filmový symfonický orchetr, Nositel vyzn. za vynikajíci práci
- Řídí: František Belfín
- Střih: Jan Chaloupek
- Zvuk: František Strangműller
- Vedoucí výroby trikové části: Zdeněk Stibor
- Zást. ved. výroby: Jindřich Dvořák, Václav Dobeš, Dana Dubová
- II. kameraman: Miroslav Sinkule
- Skript: Zdenka  Barochová
- Odborná spolupráce: Jan Čep
- Pomocný režisér: Milan Vácha
- Vedoucí výroby: Petr Čapek
- Kameramani: Josef Novotný, Bohuslav Pikhart
- Režisér: Karel Zeman
- Výroba: Filmové studio Barrandov, Nositel Řádu Práce
- Tvůrčí skupina: Erich Švabík, Jan Procházka a Filmové studio Gottwaldov
- Zpracovaly: Filmové studio Barrandov

Používali barevné filtry jako efekty.

## Děj
Děj filmu začíná v Praze na Jubilejní výstavě roku 1891, hlavními postavami je pět chlapců: Petr (Jan Malát), Pavel (Josef Stráník), Tomáš (Hanuš Bor), Martin (Jan Čížek) a Jakoubek (Míša Pospíšil), kteří se náhodně sejdou. Kluci procházejí Výstaviště a odevšud jsou vyháněni. Pak se přichomýtnou k reklamní akci podnikatele Findeyse (Čestmír Řanda) nabízejícího vyhlídkový let nad Prahou ve vzducholodi. Vzducholoď je vybavena parním strojem a je prezentována jako řiditelná. Vyhlídkový let si nejprve zaplatí skupina dospělých mužů. Vzápětí ovšem přestanou mít o let zájem, neboť zpozorují letící balón, který vzplál a měl nehodu. Findeys sice prohlašuje, že jeho vzducholoď je plněná nehořlavým plynem a proto se podobná nehoda jemu stát nemůže, muže to však nepřesvědčí, aby se vrátili. Přitom skupina hlavních postav přijde blíže k Findeysově vzducholodi a jeví zájem o let. Pan Findeys jim slíbí let zadarmo. Na to se ovšem skupinka mužů, která má let zaplacený, vrátí ke vzducholodi a chtějí letět. Pan Findeys chce tedy kluky vyhodit, ti se ovšem nechtějí slíbeného letu zadarmo vzdát, odváží lana, kterými je vzducholoď připoutána a odletí. V gondole vzducholodi též zůstane Findeysova přiruční pokladnička. To vše sleduje a zaznamenává fotograf a reportér Marek (Stanislav Šimek) z deníku Světozor.
Vzducholoď s chlapci letí z Prahy směrem na jihozápad. Přitom se ukáže, že na palubě není uhlí pro parní stroj a tedy že vzducholoď se řídit nedá. Během letu připoutají pozornost posádky vojenské vzducholodi nejmenovaného státu. Tato vojenská vzducholoď začne chlapce stíhat, chlapcům se ovšem podaří vojenské vzducholodi uletět. Špionážní oddělení onoho státu, konkrétně agent 13 (Karel Effa), dostane za úkol zjistit vzorec plynu, kterým je Findeysova vzducholoď plněna. Během dalšího letu se vzducholoď s chlapci dostane do bouře a začne klesat. Kluci se snaží vzducholoď maximálně odlehčit a mimo jiné vhodí do moře i Findeysovu pokladničku. Vzducholoď přesto pokračuje v klesání a následně ztroskotá na neznámém ostrově v Atlantském oceánu. Když kluci nezranění od vzducholodi utečou, vzducholoď je zasažena bleskem a vznítí se - ukáže se tedy, že vzducholoď nebyla naplněna nehořlavým plynem. Chlapci se dají do průzkumu ostrova. Přitom se dostanou do pevnosti kapitána Nema (Václav Švec, mluví ho Zdeněk Štěpánek), kde je pro ně přichystána hostina. Jakoubek se setká i s kapitánem Nemem osobně na Nemově ponorce. Jakoubek však uteče, když po něm Nemo chce, aby mu zahrál na housle.
Mezitím se odehrávají další příběhy: Novinář Marek se vydá balonem zachránit chlapce. Findeys využívá situaci k reklamě. Prohlašuje, že se ukázalo, že jeho vzducholodi dokáže ovládat i dítě. Prodej akcií firmy Findeys roste, o její vzducholodi má zájem armáda. Armáda ovšem netuší, že nehořlavý plyn je podvodem.
Zaoceánskou lodí se do Čech vrací milionář Tenfield (Rudolf Deyl mladší) s dcerou Kateřinou (Jitka Zelenohorská). Kapitán lodi (Josef Větrovec) je zabrán do karetní hry s Tenfieldem a několika námořníky. Kapitán nedbá varování ostatních námořníků, že se loď přibližuje k pevnině. Loď najede na mělčinu a ztroskotá. Toho využije část lodní posádky ke vzpouře. Kapitán je spolu s loajální částí posádky, Tenfieldem a Kateřinou zavřen do podpalubí. Několik vzbouřenců se vydá člunem na průzkum ostrova, kde loď ztroskotala a ukáže se, že to je právě ten ostrov, kde se nachází i skupina oněch pěti chlapců. Kateřině se podaří prchnout ze zajetí a též doplave na ostrov, kde se setká s chlapci. Jeden z chlapců je však právě zajat vzbouřenci, ostatním chlapcům se ho však za pomoci Kateřiny podaří vysvobodit. Pak  se Kateřině a chlapcům podaří osvobodit kapitána a zajatou část posádky a vzpoura je potlačena.
K ostrovu dorazí vojenské námořnictvo a všechny zachrání. Z moře se podaří vylovit Findeysovu pokladničku. K ostrovu též dorazí na malé vzducholodi agent 13 a na balonu novinář Marek. Agent 13 pomocí odposlouchávacího zařízení vyslechne rozhovor vojáků v podpalubí válečné lodě. V podpalubí je otevřena Findeysova pokladnička a v ní je mimo jiné nalezena objednávka na kyselinu sírovou určenou pro výrobu vodíku, čímž je definitivně prokázáno, že nehořlavý plyn je podvodem. Agent 13 je nešťastný, že nemůže splnit svou misi. Rozhovor v podpalubí též nechá vyslechnout novináři Markovi. Následně je zpráva o podvodu s nehořlavým plynem otištěna v deníku Světozor. Akcionáři firmy Findeys se vzbouří a vrhnou do Findeysova domu. Findeys uteče tajným východem. Findeysovu zničenou vzducholoď však zaplatí milionář Tenfield a tím Findeyse zachrání před krachem. V poslední scéně se kluci vrací domů vlakem a hrají si na přepadení vlaku.

## Hrají

### Chlapecké hlavní role
- Míša Pospíšil – Jakoubek Kůrka
- Hanuš Bor – Tomáš Dufek (v titulcích nesprávně uveden jako Jan Bor)
- Jan Čížek – Martin
- Josef Stráník – Pavel
- Jan Malát – Petr

### Dospělí herci
- Jitka Zelenohorská – Katka Tenfieldová
- Čestmír Řanda – Findejs (podnikatel, majitel vzducholodi)
- Josef Haukvic – Forbes
- Stanislav Šimek – redaktor Světozoru Ardan
- Josef Větrovec – kapitán pirátské lodi
- Václav Trégl – šéfredaktor novin Světozor
- Jan Teplý – Walstone
- Václav Babka – lodní mistr
- Rudolf Deyl mladší – Tenfield
- Jana Sedlmajerová – Findejsova sekretářka Renata
- Štěpánka Řeháková – komorná u Dufků
- Miloslav Holub – prokurátor Dufek, Tomášův otec
- Eva Kubešová – Dufková
- Věra Macků – Martinova matka
- Marie Brožová – Jakoubkova babička
- Jaroslav Mareš – cirkusový principál
- Karel Effa – černý Gustav (tajný agent)
- Eduard Kohout – generál
- Milan Neděla – pirát
- Miloš Nesvadba – pirát
- Josef Hlinomaz – pirát
- František Filipovský – soudce
- Václav Švec – kapitán Nemo (mluví Zdeněk Štěpánek)
- Vladimír Linka – policista
- Antonín Soukup – námořník
- Zdeněk Dítě – generál
- Miroslav Homola – generál
- Jaroslav Štercl – policejní komisař
- Zdeněk Braunschläger – Selenon
- Václav Wasserman – admirál
- Ladislav Navrátil – švec Kůrka
- Jan Kraus – kamelot

## Výtvarná stránka filmu
Výtvarná stránka díla je obdobně jako předcházející Zemanova „verneovka“ Vynález zkázy opět kombinací hraného a animovaného filmu, založeného na původních francouzských ilustracích k Vernovým románům. Film rovněž získal celou řadu cen, např. první cenu dětské poroty v Rimini roku 1967 nebo Stříbrnou sirénu v Sorrentu roku 1969.

## Nesrovnalosti
- Film se odehrává v roce 1891. Ovšem když Jakoubek plave pryč od Nemovy ponorky, Nemo mu z ponorky vystřelí nafukovací člun (z PVC nebo polyetylenu apod.), který nemohl v 19. století existovat.
- Ostatní kluci oslovují prokurátorova syna jako Tomáše, zatímco matka o něm hovoří jako o Jarouškovi.